# Katherine Oppenheimer
Katherine Vissering Puening, nota anche con lo pseudonimo di Kitty Oppenheimer (Recklinghausen, 8 agosto 1910 – Panama, 27 ottobre 1972), è stata una biologa e botanica tedesca naturalizzata statunitense.
È stata un membro del Partito Comunista degli Stati Uniti d'America ed è meglio conosciuta come convivente di Joe Dallet e successivamente come moglie del fisico Robert Oppenheimer, il direttore del Progetto Manhattan durante la Seconda guerra mondiale.

## Biografia

### Giovinezza e militanza nel Partito Comunista
Katherine "Kitty" Puening nasce a Recklinghausen nel Regno di Prussia l'8 agosto 1910, figlia unica di Franz Puening e di sua moglie Käthe Vissering. In seguito affermò ipocritamente che suo padre fu un principe e sua madre fosse imparentata con Vittoria del Regno Unito, invece la madre era cugina di Wilhelm Keitel, il quale divenne un feldmaresciallo nell'Esercito tedesco durante la Seconda guerra mondiale; morì impiccato nel 1946. Kitty arriva negli Stati Uniti il 14 maggio 1913, a bordo del transatlantico Kaiser Wilhelm der Große. Suo padre, un ingegnere metallurgico, avendo inventato un nuovo tipo di altoforno, trova occupazione presso un'azienda siderurgica a Pittsburgh, trasferendosi con la famiglia nel sobborgo di Aspinwall in Pennsylvania. Sebbene fosse madrelingua tedesca, diviene presto fluente in inglese parlandolo senza l'influenza dell'accento nativo.
Dopo essersi diplomata alla Aspinwall High School nel giugno 1928, Kitty si iscrive all'Università di Pittsburgh, dove frequenta lezioni di matematica, biologia e chimica. Successivamente convince i suoi genitori a farla studiare in Germania: salpa per l'Europa nel marzo 1930. Prima di tornare in Pennsylvania il 19 maggio incontra Frank Ramseyer, un americano che studia musica a Parigi presso Nadia Boulanger: non si sa con esattezza se anche la stessa Kitty abbia preso lezioni di musica. Dopo un anno dalla sua laurea i due si sposano davanti ad un giudice di pace il 24 dicembre 1932. La coppia si trasferisce in un appartamento vicino all'Università di Harvard, dove Frank spera di perseguire un laurea magistrale in musica.
Nel gennaio 1933 Kitty si iscrive nuovamente all'Università di Pittsburgh, fa così ritorno nella casa dei suoi genitori ad Aspinwall. Nel giugno dello stesso anno parte di nuovo per l'Europa con suo marito. Quando torna, si iscrive all'Università del Wisconsin-Madison, anche se non risulta abbia sostenuto alcun esame. Il 20 dicembre ottiene l'annullamento del suo matrimonio dalla Corte Superiore del Wisconsin, dopo un aborto e l'aver scoperto che Frank fosse omosessuale e tossicodipendente.
Durante la festa di capodanno Kitty conosce Joe Dallet, il figlio di un ricco uomo d'affari di Long Island, il quale aveva frequentato il Dartmouth College e dopo le esecuzioni del 1927 di Sacco e Vanzetti si unisce al Partito Comunista degli Stati Uniti d'America. Coinvolto nella Giornata internazionale di protesta contro la disoccupazione a Chicago il 6 marzo 1930, brutalmente repressa dalle autorità, lavora come sindacalista per i lavoratori dell'acciaio in Youngstown in Ohio. Successivamente si candida a sindaco di Youngstown con il biglietto del Partito Comunista ma non viene eletto. In quegli anni i genitori di Kitty si trasferiscono a Claygate, nel sud-ovest di Londra, dove suo padre diviene dirigente di un'azienda siderurgica con sede a Chicago. Kitty gli fa visita e al ritorno negli Stati Uniti, il 3 agosto 1934 si trasferisce con Dallet, diventando sua convivente e condividendo una stanza in una fatiscente pensione da 5 dollari al mese. Come convivente di un membro del Partito Comunista viene data a Kitty la possibilità di aderirci solo dopo aver dimostrato la sua lealtà distribuendo copie del Daily Worker.
La coppia si separa nel giugno del 1936 e Kitty ritorna a vivere con i genitori a Claygate, dove lavora come traduttrice dal tedesco all'inglese. Durante la permanenza in Inghilterra, Kitty non riceve alcun messaggio da Joe fino a quando scopre che sua madre le aveva nascosto le sue lettere. «Sua madre», ricorda l'amica Anne Wilson, «era un vero drago, una donna molto repressiva. Un giorno, durante una traversata atlantica, scomparve e nessuno sentì la sua mancanza. Questo dice tutto.» Nell'ultima lettera Joe menziona la volontà di dirigersi in Spagna per aderire alle Brigate internazionali e combattere nella Guerra civile spagnola. Kitty, avendo letto la lettera, si dirige a Cherbourg in Francia, dove incontra Joe e il suo migliore amico Steve Nelson: i tre viaggiano insieme fino a Parigi. Dopo alcuni giorni, Kitty torna a Londra e i due di dirigono a sud, attraversando la Spagna dove si uniscono al Battaglione Mackenzie-Papineau, un'unità composta da volontari americani e canadesi.
Kitty intende raggiungere Joe in Spagna e ottiene il permesso ma il viaggio viene ritardato a causa del ricovero in ospedale, il 26 agosto 1937, per sospetta appendicite, realmente diagnosticata come infezione alle cisti ovariche. Kitty si riprende dall'operazione ma, mentre si prepara a partire per la Spagna, arriva la notizia della morte di Joe, ucciso in guerra il 17 ottobre. Le sue lettere a Kitty sono state pubblicate in una raccolta epistolare dal titolo Letters from Spain by Joe Dallet, American Volunteer, to his Wife.
Kitty, appresa la morte del compagno, va a trovare Steve, ferito e trasportato a Parigi per le cure mediche. Dopo la sua guarigione i due si dirigono a New York, dove Kitty rimane per due mesi a casa di Steve e sua moglie Margaret. Successivamente si dirige a Filadelfia per incontrare Zelma Baker, sua amica che lavora all'Istituto di ricerca sul cancro all'Università della Pennsylvania, nella quale si iscrive e incontra Richard Stewart Harrison, chirurgo dell'Università di Oxford, arrivato negli Stati Uniti per un tirocinio. I due si sposano il 23 novembre 1938. Successivamente Kitty lascia il partito comunista.

### Matrimonio con Oppenheimer
Poco dopo il matrimonio Richard parte per Pasadena in California, per la sua residenza al California Institute of Technology (Caltech), mentre Kitty rimane a Filadelfia per completare la sua laurea in botanica presso l'Università della Pennsylvania. A seguire le viene offerta una borsa di ricerca post-laurea presso l'Università della California - Los Angeles dove lavora a fianco del fisico Charles Lauritsen. Nell'agosto del 1939 durante una festa organizzata dallo stesso Lauritsen e sua moglie Sigrid, Kitty conosce Robert Oppenheimer, fisico che insegna alla Caltech e a Berkeley. I due iniziano una relazione amorosa, senza nasconderla ad occhi esterni, dato che sono spesso visti insieme nella macchina di Robert in giro per Pasadena. Durante le vacanze natalizie Kitty va a Berkeley senza il marito per trascorrere del tempo con Oppenheimer.
Oppenheimer invita i due coniugi, Richard e Kitty, a trascorrere l'estate nel suo ranch Perro Caliente nel Nuovo Messico. Richard rifiuta l'invito, poiché impegnato nelle sue ricerche, Kitty accetta. Robert Serber e sua moglie Charlotte partono con Kitty e raggiungono Oppenheimer, suo fratello Frank e la moglie Jackie a Perro Caliente. I conuigi Serber amano cavalcare attraverso i boschi e i prati fioriti dei Monti Sangre de Cristo e campeggiare con attrezzature minime. Kitty impressiona gli ospiti con le sue doti nell'equitazione; requisito per le donne della sua classe sociale, ha imparato a cavalcare da ragazza sui sentieri intorno ad Aspinwall. Kitty e Robert passano la notte insieme campeggiati nei boschi.
Kitty confida ad Anne Wilson che ha convinto Robert a sposarla alla "vecchia maniera", rimanendo incinta. Nel settembre del 1940 Robert informa Richard e i due concordano il divorzio, in modo tale che Kitty possa sposare Robert. Poco dopo, Robert inizia a raccogliere fondi per i rifugiati dalla guerra civile spagnola insieme a Steve Nelson e lo informa del fidanzamento con Kitty. La moglie di Steve incinta chiama sua figlia, nata nel novembre 1940, Josie in memoria di Joe Dallet. Per ottenere il divorzio, Kitty si trasferisce a Reno in Nevada, dove rimane sei settimane per soddisfare i requisiti di residenza dello stato. Il divorzio avviene il 1º novembre 1940, il giorno seguente Kitty sposa Oppenheimer con una cerimonia civile a Virginia City. I testimoni delle nozze sono l'inserviente e l'impiegato del sindaco.

### Progetto Manhattan
Dall'unione tra Kitty e Oppenheimer nasce a Pasadena il 12 maggio 1941 il primogenito Peter. Di ritorno a Berkeley, la coppia compra una nuova casa a One Eagle Hill con vista sul Golden Gate. Kitty, nel frangente, lavora come assistente di laboratorio presso l'Università della California. La coppia parte per l'estate verso Perro Caliente, lasciando il figlio in custodia a un'infermiera tedesca. La vacanze sono state ben presto rovinate quando Oppenheimer cade da cavallo e Kitty si ferisce alla gamba in un incidente in macchina nella loro Cadillac. Quando nel dicembre gli Stati Uniti entrano nella seconda guerra mondiale, Oppenheimer inizia a reclutare personale per il Progetto Manhattan. Tra i primi sono stati reclutati i coniugi Serber, che si trasferiscono nell'appartamento sopra il garage di One Eagle Hill.
Il 16 marzo 1943, la coppia parte per Santa Fe nel Nuovo Messico, trasferendosi a Los Alamos, dove occupano uno degli edifici precedentemente appartenenti alla scuola cittadina. Los Alamos è noto agli occupanti come "the Hill" e reso famoso da Oppenheimer che diviene il direttore del Progetto Y. all'interno del più grande Progetto Manhattan. Kitty utilizza la sue conoscenze in biologia lavorando a fianco del direttore del gruppo sanitario, Louis Hempelmann, conducendo esami del sangue per valutare il pericolo di radiazioni.
Nel 1944 Kitty rimane di nuovo incinta di una bambina di nome Toni nata il 7 dicembre. Nell'aprile del 1945 Kitty, stanca dell'isolamento di Los Alamos, lascia Toni con Pat Sherr, moglie del fisico Rubby Sherr, la quale ha recentemente perso suo figlio Michael a causa della sindrome della morte improvvisa del lattante. Kitty torna a vivere con i suoi genitori e suo figlio Peter a Bethlehem in Pennsylvania facendo ritorno a Los Alamos in luglio.

### Attività successive
Con la fine della guerra, in agosto, Oppenheimer diviene una celebrità e Kitty, non reggendo il peso della popolarità del marito, si rifugia nell'alcool divenendone dipendente. Subisce una serie di fratture ossee dovute a cadute e incidenti stradali in stato di ebbrezza. A novembre, Robert lascia Los Alamos per tornare alla Caltech, perdendo passione nell'insegnamento. Nel 1947, accetta l'offerta di Lewis Strauss per dirigire l'Institute for Advanced Study a Princeton nel New Jersey. Strauss, oltre all'occupazione, offre a Robert la possibilità di trasferirsi con Kitty e i figli nel maniero di famiglia. Robert costruisce per Kitty una serra, dove coltiva orchidee: ad ogni compleanno Robert comprerà a Kitty varie specie rare. Kitty, insieme al marito, è appassionata di cocktails come Martini, Manhattan, Old Fashioned e Highball e del fumo. L'abitudine di Kitty di mescolare alcol e fumo la porta a ritrovare le lenzuola del letto ricoperte di fori e provocare almeno un incendio in casa. Inoltre, a causa della quantità massicca di pillole prese, soffre di dolori addominali causati da pancreatite che sfociano in crisi isteriche.
Nel 1952 Toni contrae la poliomielite e dietro suggerimento medico, la famiglia parte per i Caraibi, dove Robert e Kitty scoprono la passione per la vela. Toni si riprenderà presto. La famiglia trascorre parte di ogni estate sull'isola di Saint John nell'arcipelago delle Isole Vergini, alloggiando in una casa sulla spiaggia. Il 6 gennaio 1967 viene diagnosticato a Robert un cancro inoperabile; muore il 18 febbraio. Kitty decide di far cremare i resti del marito e spargere le sue ceneri in mare al largo della costa, vicino alla loro casa sull'isola di Saint John.[47] In seguito Kitty intraprende una relazione con Robert Serber, la cui moglie Charlotte viene ritrovata morta suicida nel maggio 1967. Kitty convince Serber a comprare una iolla di 52 piedi (16 m) per navigare da New York a Grenada. Nel 1972 la coppia acquista una checcia di 52 piedi (16 m) con l'intenzione di navigare attraverso il canale di Panama fino in Giappone, passando per le Galápagos e Tahiti. Durante il tragitto Kitty si ammala e viene trasportata nell'ospedale Gorgas di Panama, dove muore di embolia il 27 ottobre. Serber e Toni decidono di far cremare i suoi resti e spargono le sue ceneri vicino a quelle di Robert.

## Influenza culturale

### Cinema
- L'ombra di mille soli (Fat Man and Little Boy negli USA - Shadow Makers in UK) (1989). Film diretto da Roland Joffé, in cui Bonnie Bedelia interpreta Kitty Oppenheimer.
- Oppenheimer (2023). Film diretto da Christopher Nolan, in cui Emily Blunt interpreta Kitty Oppenheimer. È basato sulla biografia di Kai Bird e Martin J. Sherwin American Prometheus: The Triumph and Tragedy of J. Robert Oppenheimer del 2005, libro vincitore del Premio Pulitzer.

### Televisione
- Oppenheimer (1980). Serie televisiva prodotta dalla BBC, in cui Jana Shelden interpreta Kitty Oppenheimer.